# ZTE
ZTE Corporation је кинеско технолошко предузеће у делимичном државном власништву која је специјализована за телекомуникације. Основна делатност предузећа је бежична комуникација, размена, оптички пренос, опрема за пренос података, телекомуникациони софтвер и мобилни телефони.